# لیبرا چت
لیبرا چت (انگلیسی: Libera Chat) که نام آن به‌شکل لیبرا. چت (انگلیسی: Libera.Chat) نوشته می‌شود، یک شبکهٔ آی‌آرسی برای پروژه‌های نرم‌افزار آزاد و متن‌باز است. پس از آن که فری‌نود تحت مالکیت اندرو لی، مؤسس پرایوت اینترنت اکسس قرار گرفت، این شبکه در ۱۹ مهٔ ۲۰۲۱ توسط کارکنان سابق فری‌نود بنیان‌گذاری شد.